# Allibaudières
Allibaudières település Franciaországban, Aube megyében. Lakosainak száma 211 fő (2022. január 1.). Allibaudières Champigny-sur-Aube, Le Chêne, Dosnon, Herbisse, Ormes és Viâpres-le-Petit községekkel határos.

## Népesség
A település népességének változása:
| Lakosok száma | 233  | 241  | 244  | 254  | 256  | 215  | 209  | 207  | 207  | 211  |
|               | 1968 | 1982 | 1990 | 2006 | 2013 | 2015 | 2017 | 2019 | 2020 | 2022 |